# Oriolus brachyrhynchus
La oropéndola cabecinegra (Oriolus brachyrynchus) es una especie de ave paseriforme de la familia Oriolidae, propia de la selva tropical africana.

## Distribución y hábitat
Se encuentra en Angola, Benín, Camerún, Central African Republic, República del Congo, República Democrática del Congo, Costa de Marfil, Guinea Ecuatorial, Gabón, Ghana, Guinea, Guinea-Bissau, Kenia, Liberia, Nigeria, Sierra Leona, Sudán, Tanzania, Togo, y Uganda.  Sus hábitats naturales son los bosques húmedos tropicales y la sabana húmeda.